# Robert Catesby
Robert Catesby (Lapworth, 3 marzo 1572 – Holbeach House, 8 novembre 1605) è stato un politico britannico.

## Biografia
Già cospiratore cattolico nell'Essex nel 1601, iniziò ad avere contatti politici con la Spagna per pianificare un'eventuale guerra contro l'Inghilterra protestante di Elisabetta I. Sposa Catherine Leigh,  hanno due figli: Robert e William. Robert prima di venire battezzato muore, invece suo fratello vive.
Salito al potere l'intollerante protestante Giacomo I d'Inghilterra, Catesby ordì una congiura cattolica per eliminarlo e far esplodere la Camera dei Lord il 5 novembre 1605, grazie all'aiuto del militare Guy Fawkes.
La congiura di Catesby fu però scoperta e lo stesso costretto alla fuga nello Staffordshire, dove fu intercettato dai soldati reali e ucciso in uno scontro a fuoco. Successivamente, il corpo del cospiratore fu riesumato e decapitato.